# Наполеон Динаміт
«Наполеон Динаміт» (англ. «Napoleon Dynamite») — американський комедійний фільм 2004 року, знятий по сценарію режисера Джареда Гесса, написаному ним разом з його дружиною Джерушею Гесс, яка також допомагала і з режисурою. Ця картина — перша повнометражна робота Джареда Гесса, зроблена на основі однієї з його ранніх короткометражних стрічок «Peluca».
«Наполеон Динаміт» знятий в Престоні, Айдахо літом 2003 року. Прем'єра відбулась на кінофестивалі Санденс у січні 2004 року. Бюджет фільму склав всього 400 000 $, збори — понад 44,5 млн $. Фільм виділяється нестандартним гумором і викликав широкий резонанс серед критиків і глядачів, отримуючи в різних рецензіях оцінки від низьких до високих, з характеристиками фільму, що варіюються від «дурний» до «культовий».

## Сюжет
Наполеон Динаміт  — звичайний учень у якого немає друзів, однолітки вважають його диваком та невдахою. Вдома він також не знаходить розуміння, старший брат днями «висить» в інтернеті, а бабуся проводить час із своїми залицяльниками... Тому, Наполеону більше нічого не залишається, як наодинці грати в тетербол на шкільних перервах та розповідати вигадки на зразок «полювання під час канікул на вовкулак на Алясці з дядьком Ріком». Все це тривало до тих пір, доки в школі не з'явився новий учень — Педро, який приїхав з Мексики.

## У ролях
- Джон Гідер — Наполеон Динаміт
- Аарон Руелл — Кіп Динаміт
- Джон Гріз — дядько Ріко
- Ефрен Рамірез — Педро
- Тіна Мажоріно — Деб
- Гейлі Дафф — Саммер
- Дідріх Бадер — Рекс
- Сенді Мартін — бабуся

## Нагороди та номінації
Фільм отримав багато нагород і мав справжній тріумф на MTV Movie Awards 2005 року отримавши призи в номінаціях «Найкращий фільм», «Прорив року» (чоловіча роль), «найкращий музикальний момент».

## Цікаві факти
- Оригінальна модель взуття головного героя із далеких 1970-х називається так само, як і фільм — Napoleon Dynamite Moon Boots.